# 比尔勒塞克
比尔勒塞克（法語：Buire-le-Sec，法語發音：[bɥiʁ lə sɛk]）是法国上法蘭西大區加来海峡省的一个市镇，属于蒙特勒伊区。

## 地理
比尔勒塞克（50°23'0"N, 1°49'55"E）面积13.36 平方千米，位于法国上法蘭西大區加来海峡省，该省份为法国北部沿海省份，西北濒北海，南至索姆省，东临北部省。
与比尔勒塞克接壤的市镇（或旧市镇、城区）包括：康帕涅莱塞丹、曼特奈、圣雷米欧布瓦、布瓦让。

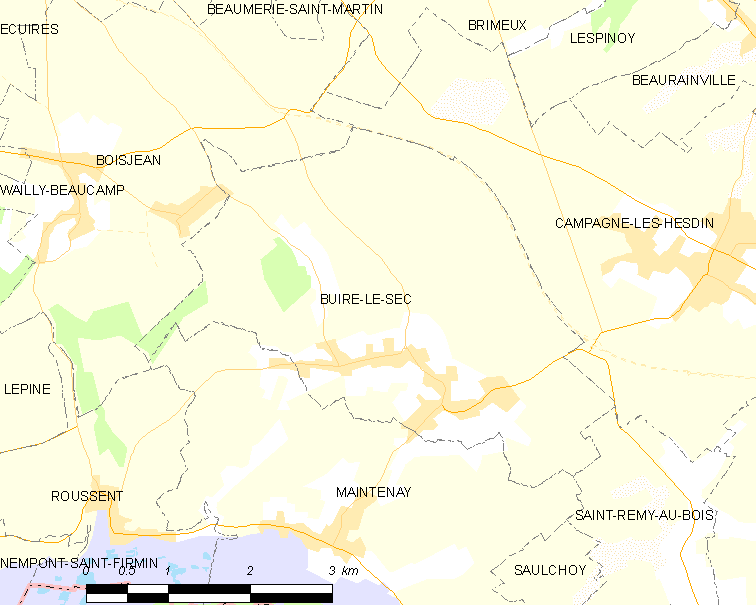
比尔勒塞克的OSM定位图

比尔勒塞克的时区为UTC+01:00、UTC+02:00（夏令时）。

## 行政
比尔勒塞克的邮政编码为62870，INSEE市镇编码为62183。

## 政治
比尔勒塞克所属的省级选区为欧克西堡县。

## 人口

1962-2008年间比尔勒塞克人口变化图示

比尔勒塞克于2022年1月1日时的人口数量为752人。